# Soberania do Rio Orange
A Soberania do Rio Orange (1848-1854) foi uma entidade política de curta duração entre os rios Orange e Vaal no sul da África. Em 1854, transformou-se no Estado Livre de Orange, e é hoje a província do Estado Livre da África do Sul.